# Lancheras de Cataño
O Lancheras de Cataño Voleibol Club é um time de voleibol feminino porto-riquenho da cidade de  Cataño. Foi nomeado pela NORCECA para a disputa do Mundial de Clubes de 2012 em Doha e terminou na quarta posição.

## História
Fundado em 2008 como Caribes de San Sebastián disputou na temporada de 2009, após mudança de sede para Cataño, foi renomemado para Lancheras de Cataño.. Em 2012, o Lancheras fez história ao conquistar o Campeonato Nacional em apenas seu terceiro ano de existência, sendo o primeiro clube porto-riquenho a vencer o Campeonato Nacional em  curto tempo, e na fase classificatória obteve a quarta posição com 15 vitórias e 7 derrotas. O clube estreou em 2010 e rapidamente construiu uma grande base de fãs. O primeiro ano já foi de grande sucesso, pois chegaram às semifinais do Campeonato Nacional. Em 2011 a equipe chegou às quartas de final.A conquista do Campeonato Nacional deu a Lancheras de Cataño a honra de representar Porto Rico no Campeonato Mundial de Clubes da FIVB 2012, já que Porto Rico foi selecionado para representar a Confederação NORCECA no torneio. Esta é a primeira vez que um clube feminino da federação porto-riquenha participa desta competição.

### Títulos conquistados
Campeonato Porto-riquenho
- Campeão:2010
- Terceiro posto:2010
- Quarto posto:2011

 Campeonato NORCECA
 Mundial de Clubes
- Quarto posto:2012